# Prix Iznogoud
Pour les articles homonymes, voir Iznogoud (homonymie).
Le prix Iznogoud est un prix créé en 1992 et décerné à l'approche du 14 juillet, lors du festival Humour et Eau salée de Saint-Georges-de-Didonne. Il récompense « une personnalité médiatique à l'ambition démesurée et habituée au succès, qui a brigué une place en vue ou relevé un défi ambitieux, et a finalement essuyé un échec retentissant » (à l'image du personnage de bande dessinée Iznogoud, qui a voulu être calife à la place du calife).
Le jury est réuni par Dominique Bussereau, dans le restaurant parisien Chez Edgard jusqu'à la fermeture de celui-ci en 1998. André Santini est le président à vie du jury, ce qui ne l'a pas empêché d'être lauréat en 2004. Parmi les autres membres du jury, on trouve Jean Tabary (dessinateur de la série Iznogoud), Marc Jolivet, Julien Lepers et Jean-Claude Bourret ; avant sa mort, l'ancienne athlète Colette Besson l'était également.
Le dernier prix a été décerné à Noël Forgeard en 2006.

## Membres du jury
Les personnes ci-dessous ont toutes participé au jury à un moment ou à un autre :
- André Santini, député-maire d'Issy-les-Moulineaux
- Colette Besson, championne olympique du 400 m plat féminin des jeux de Mexico en 1968
- Jean Tabary, coauteur de la bande dessinée Iznogoud
- Marc Jolivet, comédien
- Renaud Guyot-Corail, secrétaire général du « Club des parlementaires amateurs de Havane »
- Paul Benmussa, directeur du restaurant Chez Edgard, rue Marbeuf
- Jean-Michel Renu, ancien maire de Saint-Georges-de-Didonne et créateur du festival « Humour et eau salée »
- Dominique Bussereau, ancien secrétaire d'État aux transports et député-maire de Saint-Georges-de-Didonne
- Yann Galut, député du Cher,
- Sanja Vasic Galut, sa femme
- Jean-François Renu, rédacteur du « Prix Iznogoud »
- Jean-Paul Nogues, mari de Colette Besson
- Jérôme Lambert, député de la Charente
- Bruno Dive, journaliste au journal Sud Ouest
- Richard Texier, artiste-peintre
- Dominique Clément, publicitaire et créateur du « Prix Iznogoud »
- Julien Lepers, animateur du jeu télévisé Questions pour un champion
- Jean-Claude Bourret, journaliste français, ancien rédacteur en chef de la chaîne de télévision La Cinq[1]

## Lauréats
- 1992 :
  - Prix Iznogoud politique : Bernard Tapie[Note 1],[2]
  - Prix Iznogoud business : Carlo De Benedetti[Note 2],[2]
  - Prix Iznogoud show business : Alain Delon[Note 3],[2]
  - Prix Iznogoud sport : Isabelle et Paul Duchesnay[Note 4],[2]
  - Prix Iznogoud communication : Jean-Luc Lagardère[Note 5],[1],[2]
- 1993 : Jacques[Note 6] et Bernard Attali[Note 7], Brice Lalonde et Antoine Waechter[Note 8],[1]
- 1994 : Bernard-Henri Lévy[Note 9],[1]
- 1995 : Édouard Balladur[Note 10], Marc Pajot[Note 11],[1]
- 1996 : Jean-Pierre Elkabbach[Note 12],[1]
- 1997 : Alain Juppé[Note 13],[1]
- 1998 : Jacques Toubon[Note 14],[1]
- 1999 : Nicolas Sarkozy[Note 15]
- 2000 : Dominique Voynet[Note 16]
- 2001 : Philippe Séguin[Note 17]
- 2002 : Jean-Pierre Chevènement[Note 18],[3]
- 2003 :
  - Jean-Marie Messier[Note 19],[4]
  - Prix Iznogoud international : George W. Bush[Note 20],[4]
- 2004 : André Santini[Note 21],[5]
- 2005 : François Hollande[Note 22],[6]
- 2006 : Noël Forgeard[Note 23],[7]